# Hoplostelis bilineolata
Hoplostelis bilineolata is een vliesvleugelig insect uit de familie Megachilidae. De wetenschappelijke naam van de soort is voor het eerst geldig gepubliceerd in 1841 door Spinola.